# セッティンジャーノ
セッティンジャーノ（イタリア語: Settingiano）は、イタリア共和国カラブリア州カタンザーロ県にある、人口約3,200人の基礎自治体（コムーネ）。

## 地理

### 位置・広がり

#### 隣接コムーネ
隣接するコムーネは以下の通り。
- カラッファ・ディ・カタンザーロ
- カタンザーロ
- マルチェッリナーラ
- ティリオーロ